# Henry Newell Martin
Pour les articles homonymes, voir Henry Martin, Newell et Martin.
Henry Newell Martin est un physiologiste britannique, né 
1er juillet 1848 à Newry, dans le Comté de Down en Irlande et mort le 27 octobre 1896 à Burley-in-Wharfedale en Angleterre.
Il fait sa carrière principalement aux États-Unis. Il est généralement connu sous le nom de « H. Newell Martin ».

## Biographie
Martin est l’aîné de douze enfants. Son père est ministre congrégationaliste puis maître d’école. Ses deux parents sont Irlandais. Henry reçoit sa première éducation principalement à la maison.

### Formation
Il fait ses études à l’université de Londres et au Christ's College de l’université de Cambridge. C'est là qu'il devient le bras droit d'un grand pédagogue, Michael Foster, dont il propagera l'influence et l'enthousiasme. C'est également là qu'il voit, en 1873, la publication de son premier article. Martin devient apprenti auprès d’un médecin de Londres tout en continuant ses études. Il étudie aux côtés  de Francis Maitland Balfour et devient assistant de Thomas Henry Huxley, chaud défenseur de Darwin. Sa formation comprend un stage d'été à Leipzig en 1875, auprès de Carl Ludwig ; Ludwig est l'inventeur du kymographe, il a de l'expérience dans des préparations destinées à étudier le cœur et c'est lui qui a conçu le nouvel institut de physiologie de Leipzig.

### Professeur à Baltimore
Détenteur d'un Bachelor of Sciences et médecin, Martin accepte de partir pour les États-Unis et de devenir, en 1876, le premier professeur de biologie de l'université Johns-Hopkins aux États-Unis, fondée la même année. Il y jouera un double rôle de chercheur et d'animateur.
Il invente une méthode pour étudier le cœur des mammifères qui jouera un grand rôle, dans ses travaux et ceux de ses élèves : un chien est anesthésié ; l'animal est sacrifié, mais on s'assure, pendant que tout lien de l'ensemble cœur-poumons avec le reste de l'animal est coupé, que le cœur continue à battre et à être oxygéné, que le sang ne coagule pas et reste à la bonne température, procurant ainsi à l'ensemble une sorte de vie artificielle de plusieurs heures. On peut alors faire varier certains paramètres, la pression artérielle, la pression veineuse, la température, l'apport d'éléments étrangers comme l'alcool éthylique.
Le rôle d'animateur de Martin est tout aussi important. Au début des années 1880, il est entouré d'une brillante équipe dont font partie 
William K. Brooks, William T. Sedgwick (en), et William H. Howell (en),. Depuis 1879 paraît (irrégulièrement) Studies from the Biological Laboratory of the Johns Hopkins University (« Stud Biol Lab Johns Hopkins University »), qui, entre autres publications, recueille leurs articles. George Nuttall vient travailler un moment chez lui. Il se marie, en 1879, avec une femme qui sera occasionnellement sa collaboratrice, Hetty Carr Cary, connue pour sa grande beauté et veuve du général confédéré John Pegram. Désormais, il peut promouvoir son université dans la « bonne société », ses élèves sont invités à discuter chez lui toutes les semaines, et à toutes les semaines il se rend à New York pour entretenir de biologie un cercle féminin.
En 1883, il fait une Croonian Lecture (sur « l'influence directe de variations graduelles de température sur le rythme cardiaque des chiens ») et en 1885 il devient membre de la Royal Society.

### Fin de vie
Martin est devenu la cible d'attaques « malveillantes » des antivivisectionnistes et des antiévolutionnistes. En 1891, sa santé commence à décliner. En 1892, sa femme meurt. Malade, dépendant de la morphine qui soulage sa polyneuropathie, alcoolique, il démissionne de l'université en 1893 et retourne en Angleterre. Il y meurt en 1896, sa carrière remarquable, écrit l'historien de la médecine W. Bruce Fye, « détruite par la neurasthénie et l'alcoolisme ». Il n'avait jamais eu la citoyenneté américaine mais les 17 années passées à Baltimore suffiront à le faire considérer comme le fondateur de la physiologie aux États-Unis.

## Publications
- (en) H. Newell Martin, « The structure of the olfactory mucous membrane », Journal of anatomy and physiology, vol. 8 (partie 1),‎ novembre 1873, p. 39–44.1 (lire en ligne)
- (en) T. H. Huxley et H. N. Martin, A course of practical instruction in elementary biology, London, Macmillan and Co., 1875, 290 p. (lire en ligne)

- (en) H. Newell Martin, « The study and teaching of biology », Popular Science Monthly, vol. 10,‎ janvier 1877, p. 298-309 (lire en ligne)
Texte de la leçon inaugurale du 23 octobre 1876
- (en) H. Newell Martin, « The normal respiratory movements of the frog, and the influence upon its respiratory centre of stimulation of the optic lobes », Studies from the biological laboratory Johns Hopkins University, no 1,‎ 1879 (lire en ligne)
- (en) H. Newell Martin, « A new method of studying the mammalian heart », Stud Biol Lab Johns Hopkins University, no 2,‎ 1881, p. 119-130 (lire en ligne)
- (en) Avec William A. Moale. A handbook of vertebrate dissection. New York, Macmillan and Co., 1881 Lire en ligne
- (en) H. Newell Martin, « Observations on the direct influence of variations of arterial pressure upon the rate of beat of the mammalian heart », Stud Biol Lab Johns Hopkins University, vol. 2,‎ 1882, p. 213-233 (lire en ligne)
- (en) H. Newell Martin, « The direct influence of gradual variations of temperature upon the rate of beat of the dog's heart », Philosophical Transactions of the Royal Society, part II, London, Harrison and sons,‎ 1883 (lire en ligne)
- (en) H. Newell Martin et Lewis T. Stevens, « The action of ethyl alcohol upon the dog's heart », Stud Biol Lab Johns Hopkins University,‎ 1883, p. 477-494 (lire en ligne)
- (en) H. Newell Martin, A correction of certain statements published in the "Zoophilist" also A castigation and an appeal, Baltimore, 1885, 11 p. (lire en ligne)
- (en) H. Newell Martin, The human body. A beginner's text-book of anatomy, physiology and hygiene. New York. Henry Hold and Co. 1885. Divers collaborateurs au fil des éditions, dont sa femme pour la première. Texte en ligne de la dixième édition
- (en) H. Newell Martin, « Effects of bleeding and starvation upon the proteids of the blood », Medical Record, vol. 40,‎ 1891, p. 365-366. Cité par Fye
- (en) H. Newell Martin, Physiological papers, Baltimore, The Johns Hopkins Press, 1895, 264 p.
Recueil d'articles